# Регистан (футбольный клуб)
«Регистан» (узб. «Registon» Samarqand futbol klubi) — бывший узбекистанский футбольный клуб из Самарканда.
Владельцем клуба являлся ныне покойный предприниматель Аблакул Файзуллаев. За историю своего существования выступал во Второй и Первой лигах чемпионата Узбекистана.

## История
Футбольный клуб «Регистан» был основан в 2010 году. В том же сезоне дебютировал во Второй лиге Узбекистана, занял 1-е место в своей группе и получил путёвку в Первую лигу Узбекистана.
В 2011 году «Регистан» начал выступать в Первой лиге. На предварительном этапе среди 12 команд группы «Запад» клуб занял 7-е место (20 матчей, 8 побед, 1 ничья, 11 поражений и 25 очков).
В финальном этапе занял 11-е место из 16 (30 матчей, 10 побед, 2 ничьи, 18 поражений и 32 очка). Также «Регистан» впервые участвовал в Кубке Узбекистана и выбыл из турнира уже в предварительном раунде, проиграв касанскому «Еркургану» со счётом 0:1.
Во 2-м сезоне в Первой лиге на предварительном этапе среди 12 клубов группы «Запад» «Регистан» занял 9-е место и не должен был выходить в следующий этап.
Но позднее касанский «Ёшлик» по финансовым причинам отказался участвовать в финальном этапе, и его заменил «Регистан». На втором этапе он занял 12-е место (30 матчей, 10 побед, 3 ничьи, 17 поражений и 33 очка) и сохранил право участвовать в Первой лиге в следующем сезоне.
В том же 2012 году «Регистан» во 2-й раз выступал в Кубке Узбекистана и завершил свой путь на стадии 1/16 финала, проиграв «Алмалыку» со счётом 0:1.
В сезоне-2013 клуб на предварительном этапе Первой лиги   среди 12 команд группы «Запад» и финишировал на 5-й позиции. В финальном этапе «Регистан» снова занял 12-е место (30 матчей, 9 побед, 5 ничьи, 16 поражений и 32 очка).
В 2013 году он в 3-й раз участвовал в Кубке Узбекистана и сошёл с дистанции во 2-м раунде, сначала выиграв у ФК «Заамин» со счётом 1:0 в 1-м раунде и потом проиграв каршинскому «Насафу» со счётом 1:6.
В сезоне-2014 «Регистан» занял последнее, 12-е место на предварительном этапе и должен был бороться за право остаться в Первой лиге. Однако позднее клуб отказался от участия в переходном турнире и вылетел во Вторую лигу.
В Кубке Узбекистана того года «Регистан» остановился уже в 1-м раунде, проиграв гузарскому «Шуртану» со счётом 0:1.
В следующем сезоне клуб планировал участвовать во Второй лиге, но затем отказался от выступления в связи с экономическими проблемами.
| Сезон | Лига        | Место               | Кубок         |
| ----- | ----------- | ------------------- | ------------- |
| 2010  | Вторая лига | ▲ 1 (группа A)      | не участвовал |
| 2011  | Первая лига | 11                  | 1/32 финала   |
| 2012  | Первая лига | 12                  | 1/16 финала   |
| 2013  | Первая лига | 12                  | 1/16 финала   |
| 2014  | Первая лига | ▼ 12 (группа Запад) | 1/32 финала   |

## Главные тренеры
| Период    | Тренер              |
| --------- | ------------------- |
| 2010-2011 | Камо Газаров        |
| 2012      | Зоир Туракулов      |
| 2013      | Алладин Махадинов   |
| 2014      | Алиджон Бобомуродов |